# Zahnradbahn auf den Dreikreuzberg in Karlsbad
| Zahnradbahn Dreikreuzberg Karlsbad                                                                    | Zahnradbahn Dreikreuzberg Karlsbad |
| --- | ---------------------------------- |
| Skizze eines Zahnradtriebwagens                                                                       |                                    |
| Karlsbad um 1905; die Trasse der Dreikreuzbergbahn ist in den Planquadraten G5, G6 und H5 ersichtlich |                                    |
| Streckenlänge:                                                                                        | ≈ 0,5 km                           |
| Spurweite:                                                                                            | 1200 mm                            |
| Maximale Neigung:                                                                                     | 520 ‰                              |
| |                                    |

Die Zahnradbahn auf den Dreikreuzberg in Karlsbad war ein geplantes und teilweise gebautes touristisches Verkehrsmittel in der Bäderstadt Karlsbad (tschechisch Karlovy Vary) in Westböhmen. Fertigstellung und Inbetriebnahme wurden durch den Ersten Weltkrieg verhinde

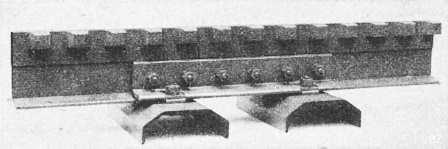
Zahnstange System Peter

## Geschichte
Der Beschluss zum Bau war bereits 1908 gefasst worden. Die Bergbahn sollte von der Sprudelgasse (Vřídelní) zum Dreikreuzberg (tschechisch Vrch Tři kříže) in Karlsbad führen.
Ursprünglich war an eine "mit elektrischer Kraft zu betreibende Drahtseilbahn" gedacht. Der Teplitzer-Schönauer Anzeiger berichtete im Jahr 1910, dass das Eisenbahnministerium hätte dem "Advokaten Dr. Oskar Kohn in Karlsbad im Vereine mit Albin Bär, Josef Fischer, Adolf Gerl, Julius Seligmann und dem k.k. Oberbaurat i.R. Franz Stüdl" die Bewilligung der Vornahme von Vorarbeiten erteilt. Dieses Projekt kam nicht zur Ausführung.
Gleichzeitig wurden aber mindestens schon seit 1909 Projekte für den Bau einer Zahnradbahn verfolgt. Das Prager Tagblatt berichtete am 27. April 1909 über mehrere Projekte der Züricher Firma Strub und Peters, darunter auch über eine Strecke auf den Dreikreuzberg.
1912 veröffentlichte die Wiener Bauindustrie-Zeitung Informationen zur Ausschreibung der Bauleistungen einer Zahnradbahn.
Im Jahr 1913 wurde der Stadtgemeinde Karlsbad die Konzession durch das Eisenbahnministerium für eine mit elektrischer Kraft zu betreibender Kleinbahn erteilt. Im gleichen Jahr begann der Bau einer Zahnradbahn, die primär touristische Zwecke erfüllen sollte. Die Topographie erforderte eine Trassenführung mit 500 ‰ Steigung zwischen der Sprudelgasse und dem Dreikreuzberg. Konzessionsnehmer, Auftraggeber und damit Bauherr war die Stadt Karlsbad. Es sollte das neuartige Zahnstangensystem Peter zum Einsatz kommen. Als Spurweite wurden 1200 mm festgelegt.
Die Strecke war im unteren Abschnitt eingleisig, ab der Panoramastrasse aber zweigleisig vorgesehen. Von der Sprudelgasse sollte sie durch einen bis zu 8 m tiefen Betoneinschnitt mit einer Steigung von bis zu 520 ‰ führen. Im Bereich der Panorama-Station war vorgesehen das Geländeniveau zu erreichen. Die Streckenlänge bis zum Endbahnhof Dreikreuzberg sollte etwa 500 Meter betragen. Beim Endbahnhof war auch der Bau eines Hotels vorgesehen.
Angedacht war, die Zahnradbahn zu einem späteren Zeitpunkt möglicherweise zur Kronprinzessin-Stephanie-Warte (heute Goethova vyhlídka) weiter zu führen.
Hoch- und Tiefbau wurden an die österreichische Firma Rella und Neffe beauftragt und von dieser – ausgenommen oberhalb der Zwischenstation Panorama großteils auch fertig gestellt. Gleistechnik und Fahrzeuge sollte das Schweizer Ingenieurbüro H. H. Peter – das auch mit der Herstellung der Standseilbahn nach Diana beauftragt war – liefern. Der Kostenvoranschlag für die Errichtung betrug 800 000 Österreichische Kronen.
Aufgrund des Ausbruches des Ersten Weltkriegs wurden die Bauarbeiten 1914 eingestellt. Nach dem Krieg wurde diese nicht wieder aufgenommen. Zuvor – im Jahr 1916 – war allerdings noch vom zuständigen k.k. Eisenbahnministerium die Fertigstellungsfrist auf den 1. Mai 1919 erstreckt worden.
Im Jahr 1925 erwähnte die Fachzeitschrift Österreichisch-Ungarische Maschinenwelt, dass die Zahnradbahn auf den Dreikreuzberg nach der Sonderbauart des Schweizer Bergbauingenieurs H.H. Peter ausgeführt würde. 1928 war in der Zeitschrift der Baumeister Oesterreichs von der bevorstehenden „Vollendung der Höhenbahn zum Dreikreuzberg“ zu lesen.
Noch im Jahr 1940 – damals gehörte der Reichsgau Sudetenland und damit die Stadt Karlsbad zum Deutschen Reich – zeigte ein zeitgenössischer Stadtplan die Trasse der Zahnradbahn.
1967 gab es Bemühungen, den Bau durch die italienische Firma Ceretti Tanfani fertigstellen zu lassen, was aber finanzielle und politische Gründe verhinderten.
In den 1970er Jahren wurde der Bau des ROH-Genesungszentrums (Revoluční odborové hnutí – Revolutionäre Gewerkschaftsbewegung) und einer Zahnradbahn erwogen. Die (Wieder-)Herstellung der Bahn sowie die Absicht, eine weitere neue Seilbahn zu bauen, wurden in einem Regierungsbeschluss von 1988 erwähnt, aber nach dem Sturz des Regimes wurde der Plan aufgegeben.
2006 ließ die Stadt vier Varianten einer Trassenführung untersuchen, eine Planung wurde für 2007 angekündigt. Jedoch wurde 2011 der Bau auf unbestimmte Zeit verschoben.

## Betrieb
Die Beförderung sollte in zwei Wagen mit einer Kapazität von je 40 Fahrgästen erfolgen. Trotz der sehr geringen Streckenlänge sollen einige der Verbindungen bereits am Zwischenbahnhof Panorama enden.
Der untere Teil der Strecke (Sprudelgasse – Panorama) sollte das ganze Jahr über in Betrieb sein, der obere Teil (Panorama – Dreikreuzberg) nur in der Sommersaison.

## Relikte
Heute noch sind Überreste an der Vřídelní zu entdecken. Namentlich sind dies die gut erhaltene Bahntrasse in einem Einschnitt sowie weniger gut erhaltenen Gebäudereste der Talstation sowie der Station Panorama. Letztere brannte 1998 ab und verlor ihr Dach. Die Fundamente des oberen Bahnhofs und der Hotelgebäude sind noch erhalten und gut erkennbar.

## Anmerkung
In tschechischen Medien wird die Bahn überwiegend und fälschlich als Lanovka bezeichnet – dieses Wort bezeichnet auf Tschechisch keine Zahnradbahn, sondern umfasst alle Arten von durch Seilen angetriebenen Bahnen, etwa Luftseilbahnen oder Standseilbahnen.

## Galerie

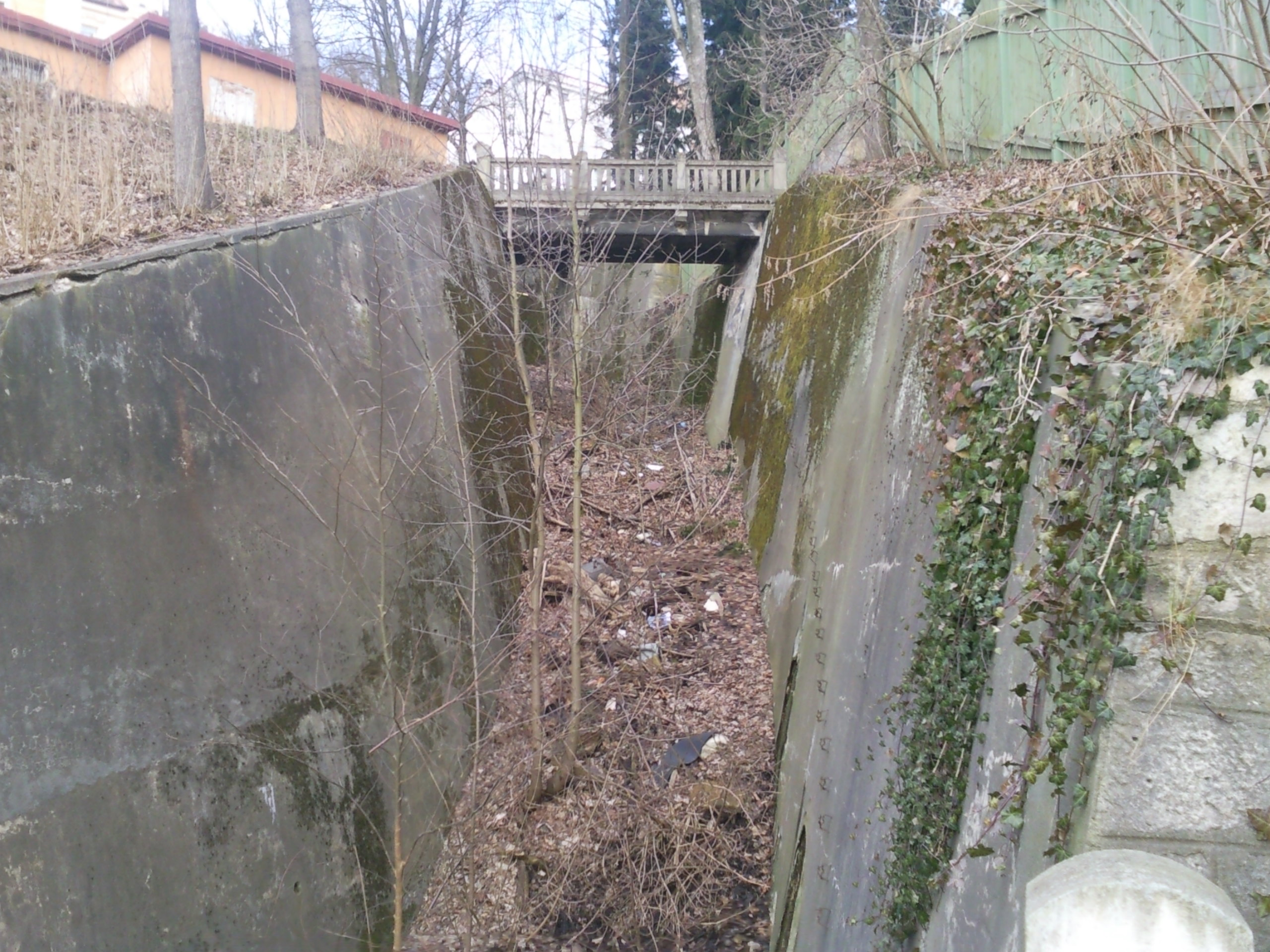
Streckenansicht / Einschnitt
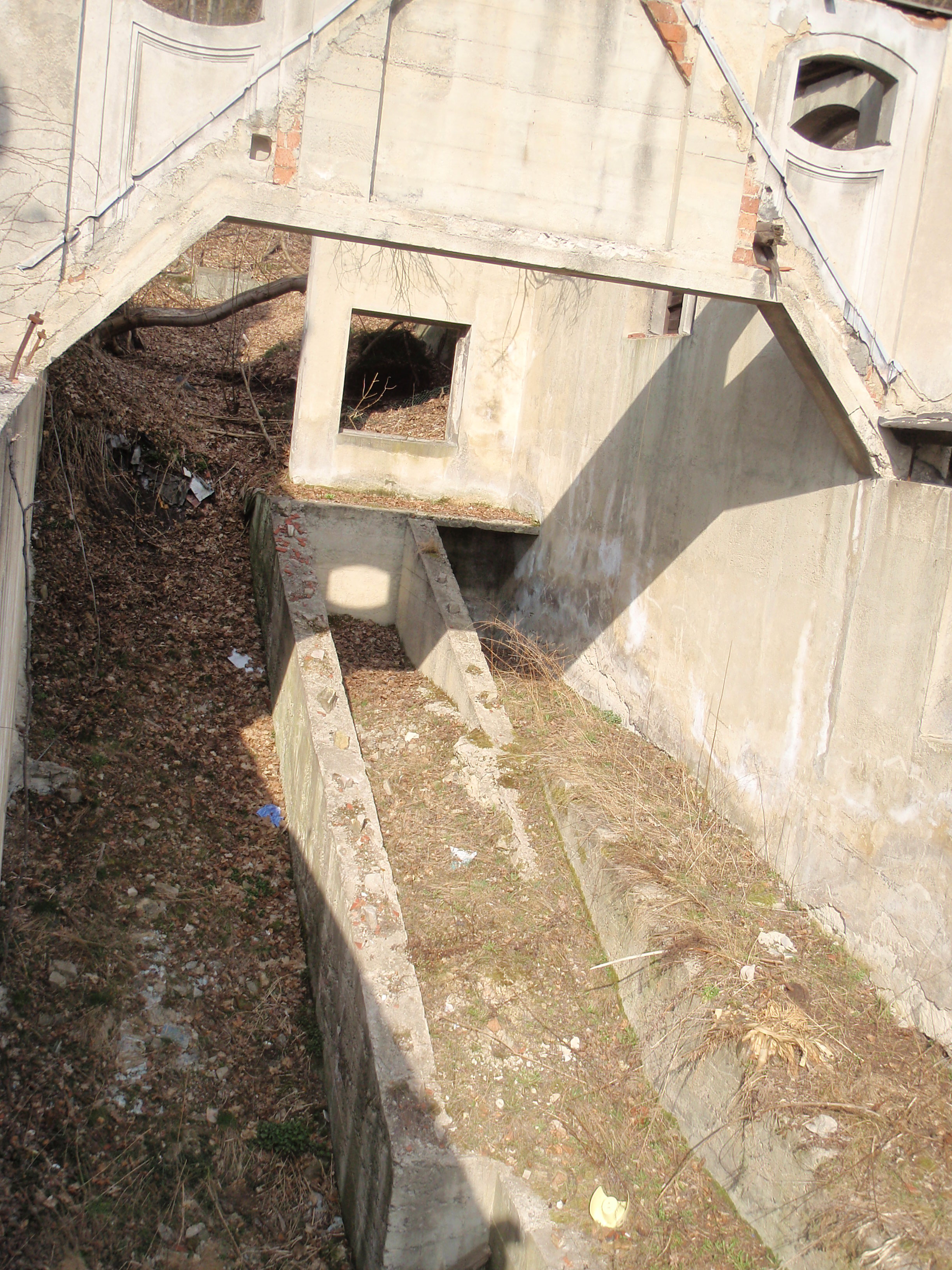
Bahnsteigbereich
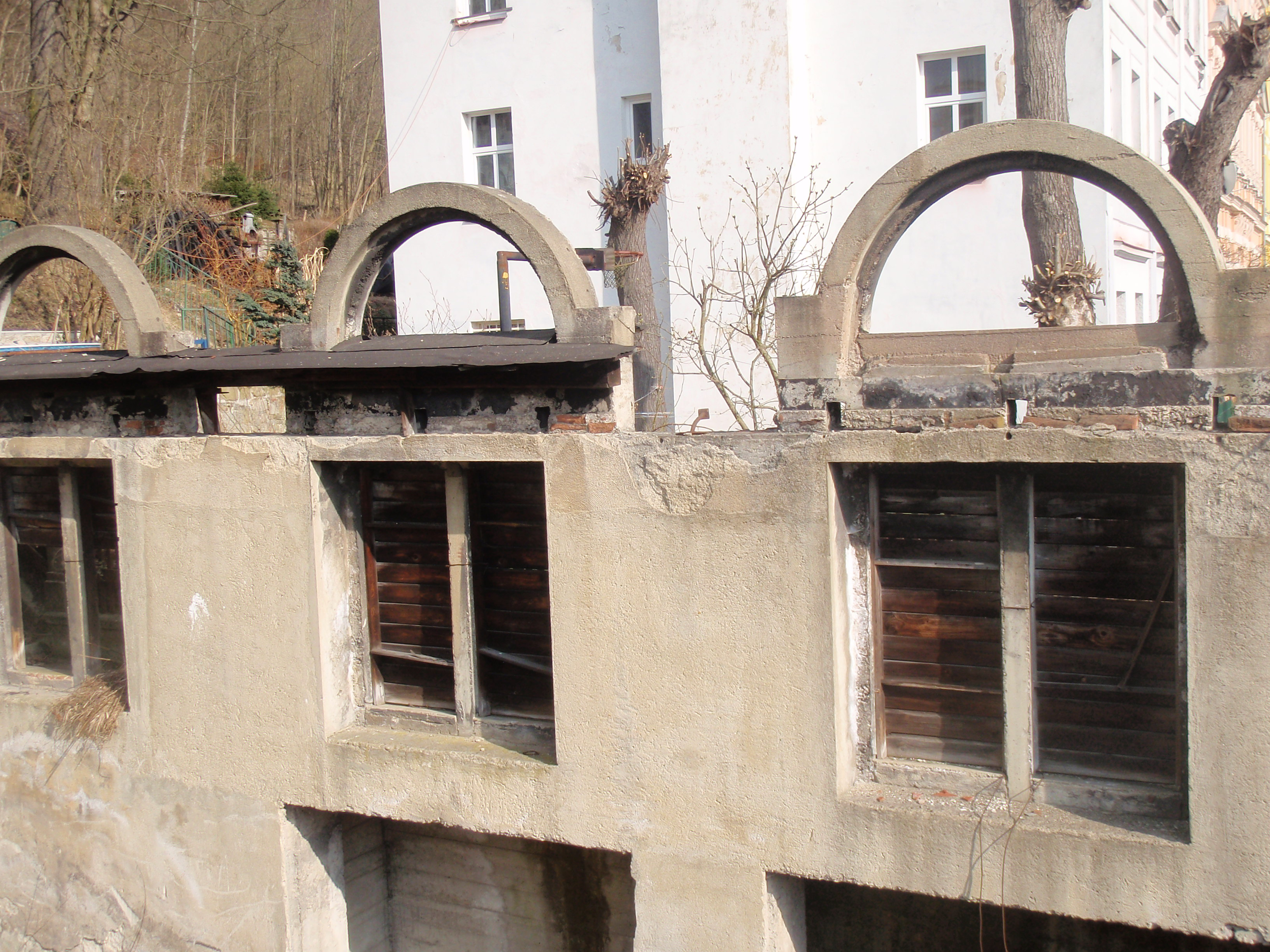
Ansicht der abgebrannten Bergstation Panorama
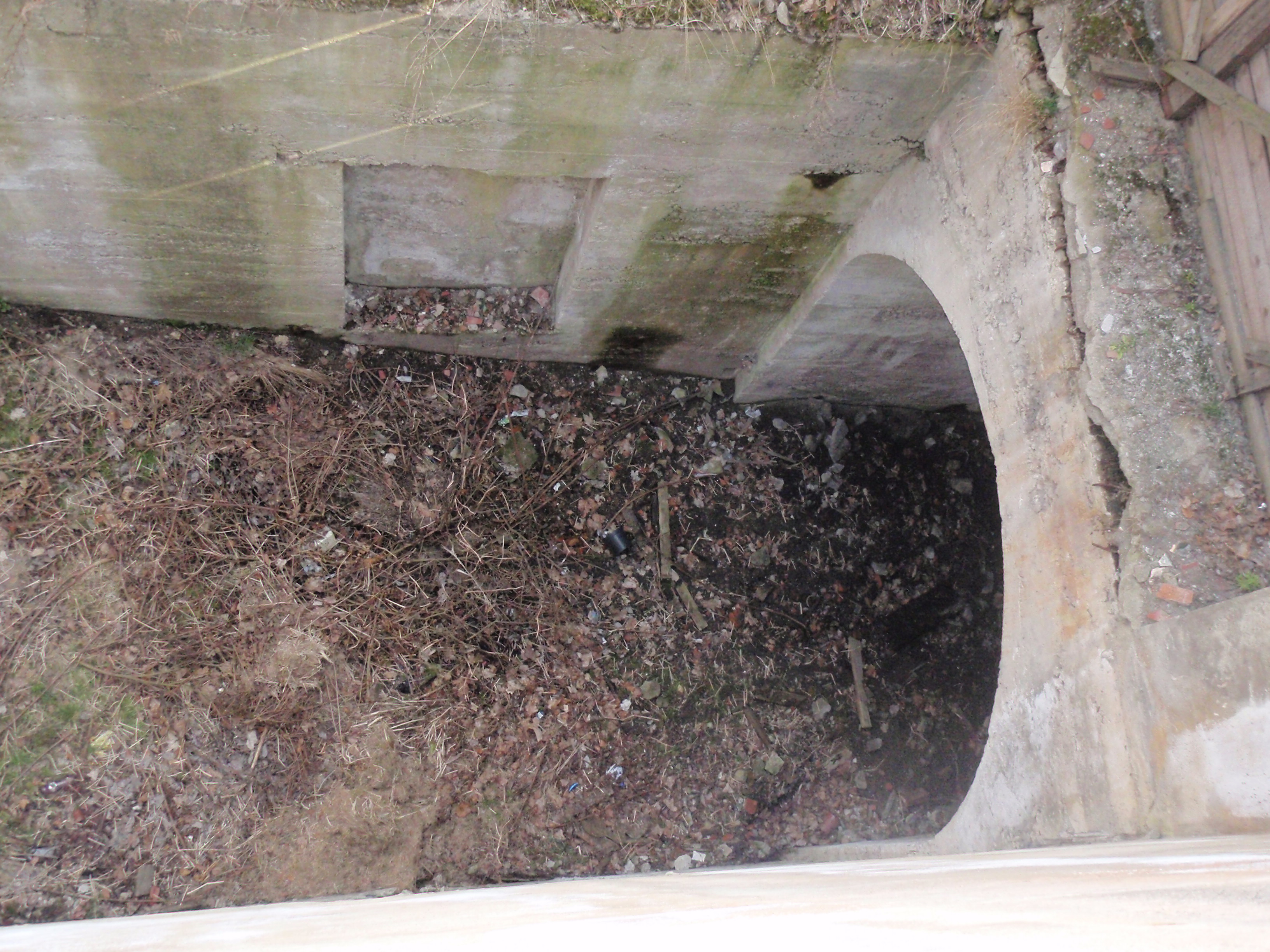
Bahnsteigbereich
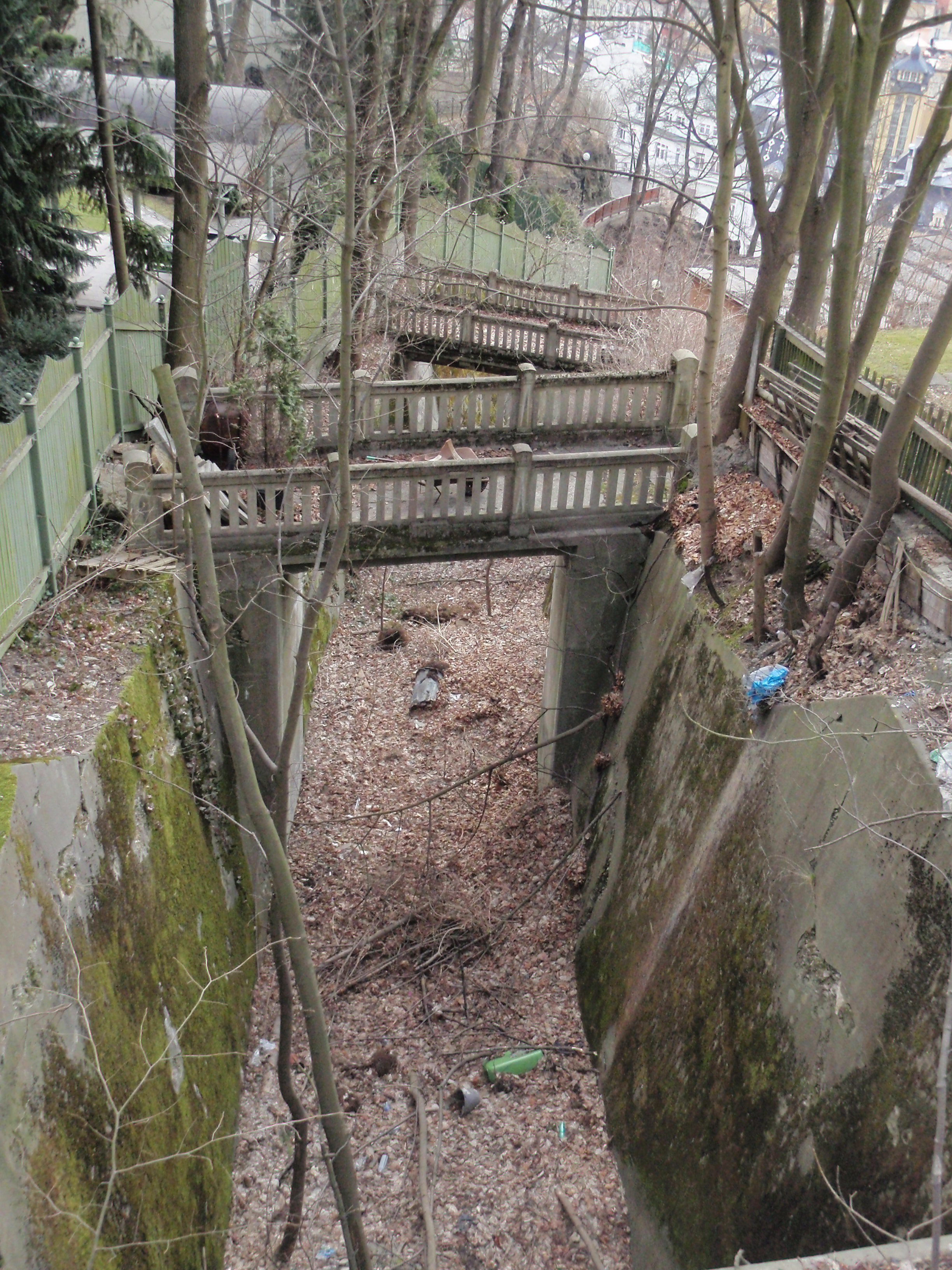
Streckenansicht / Einschnitt
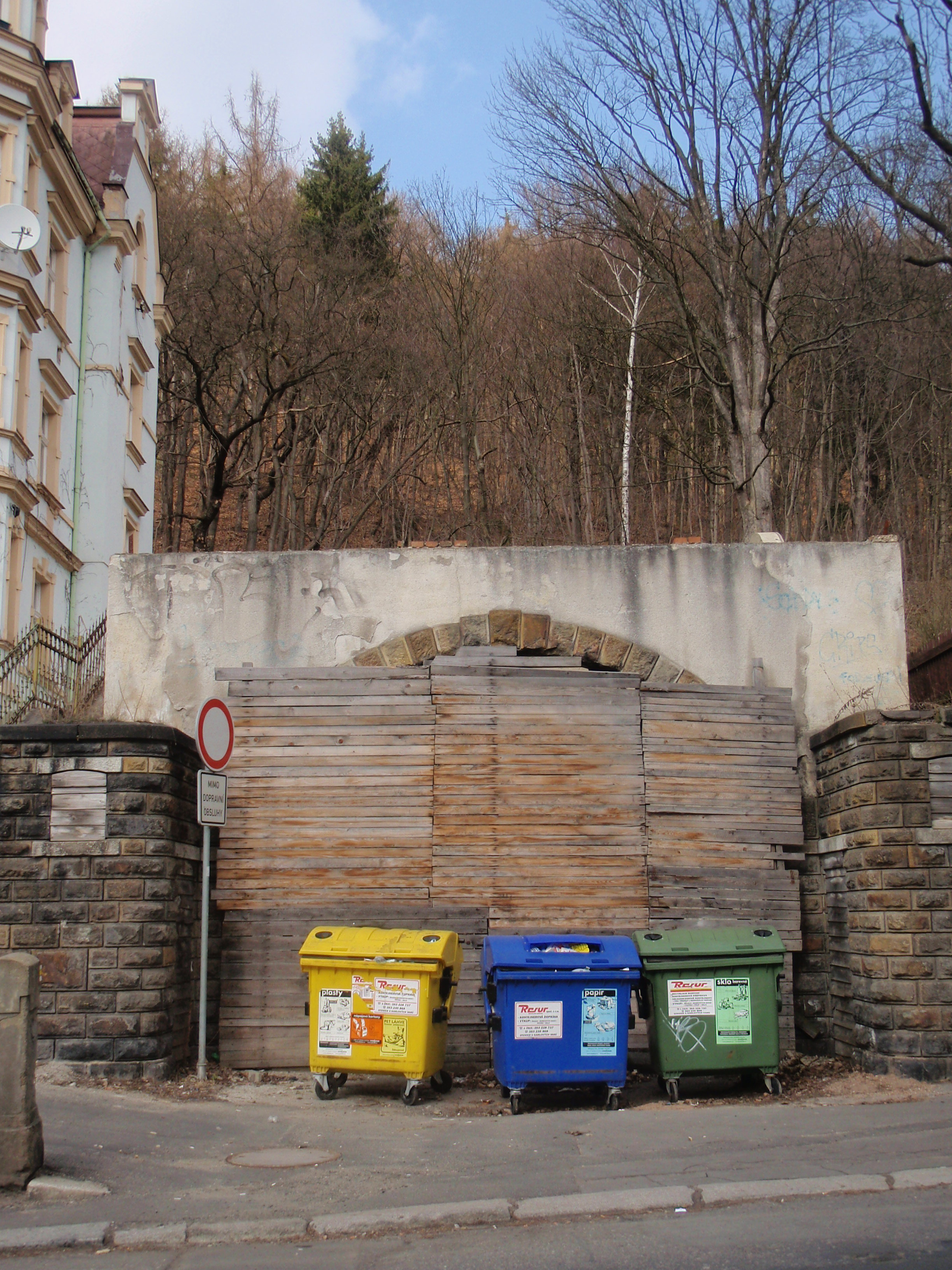
Reste der Talstation
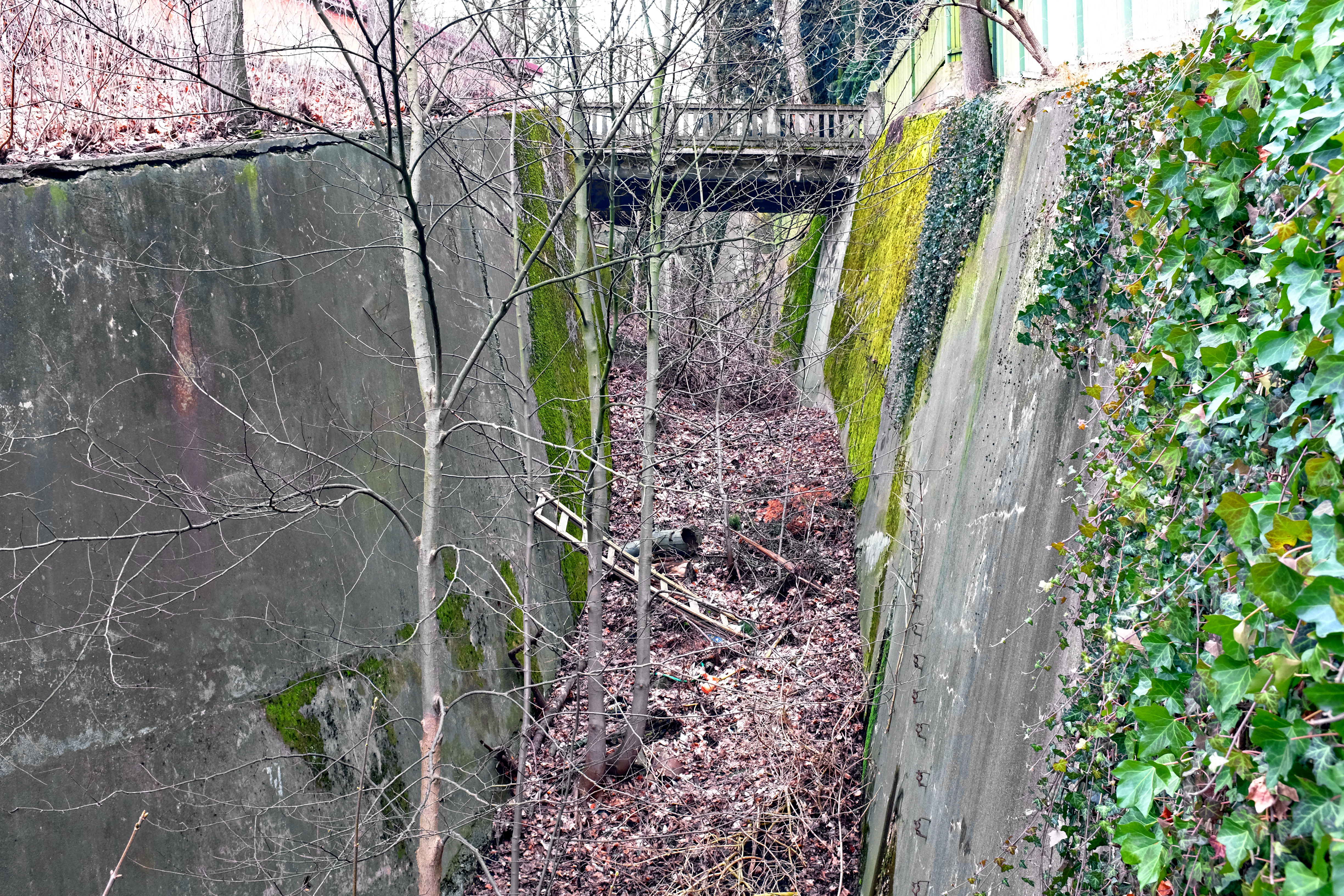
Streckenansicht / Einschnitt
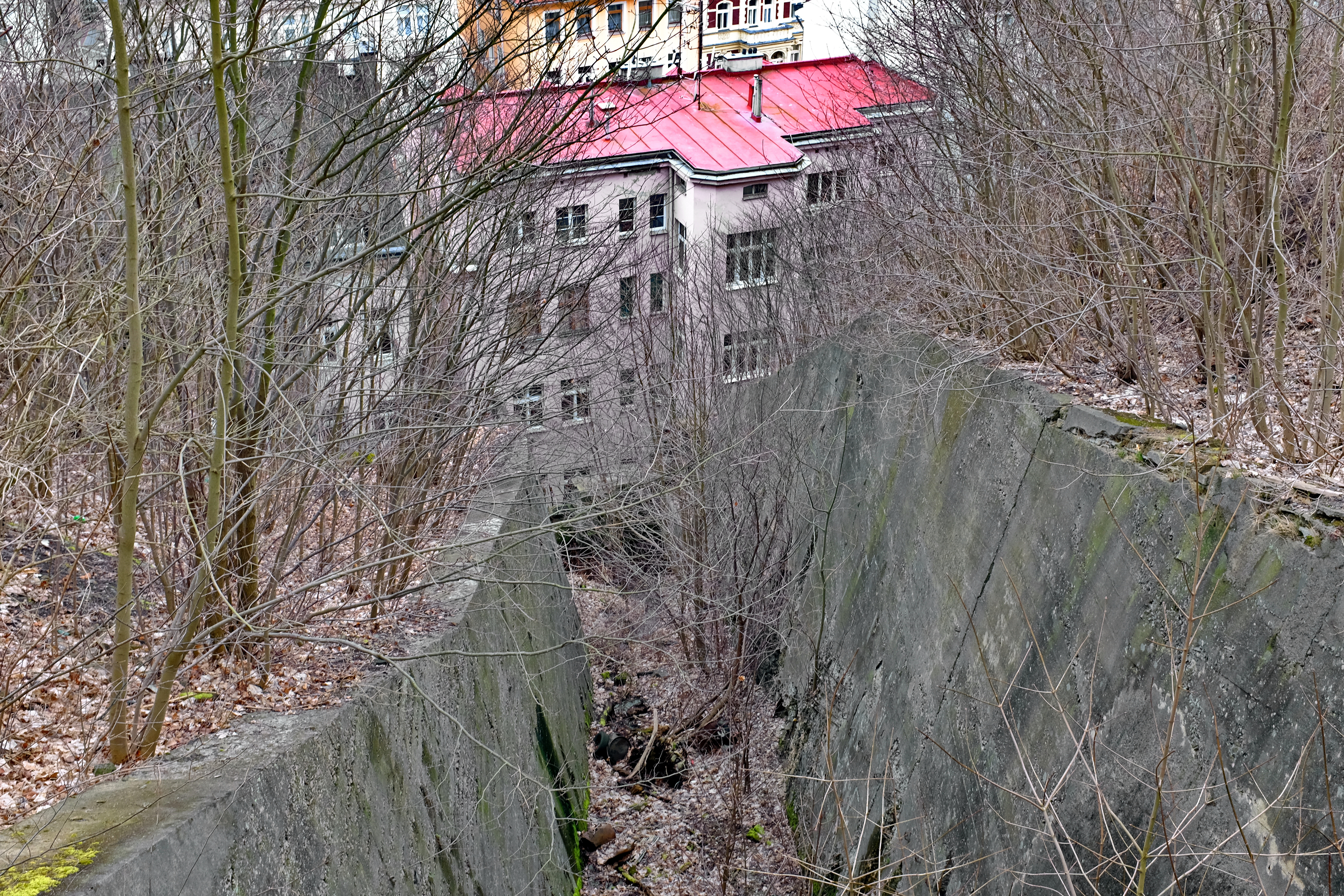
Streckenansicht / Einschnitt. Ansicht talwärts
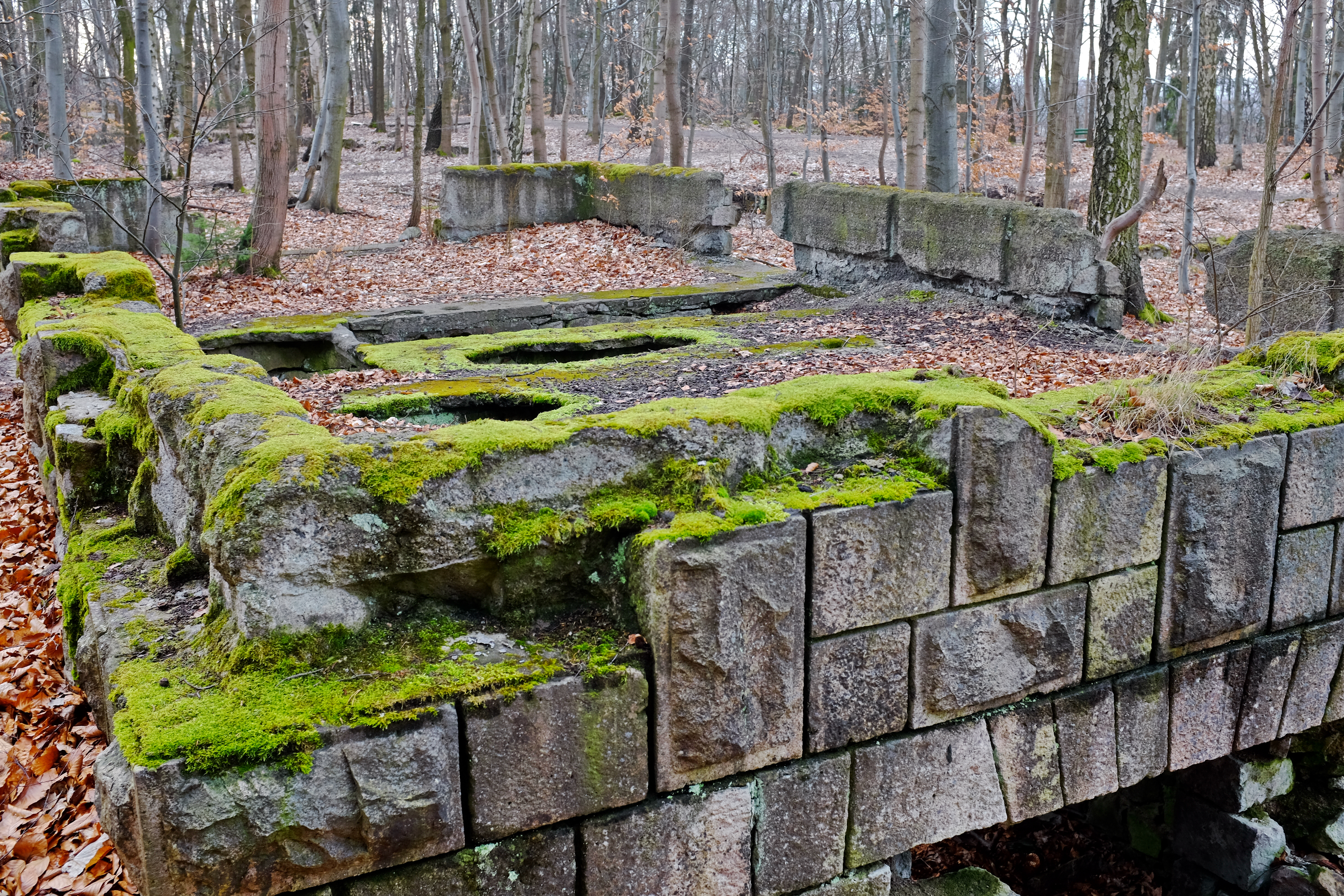
Gebäudereste
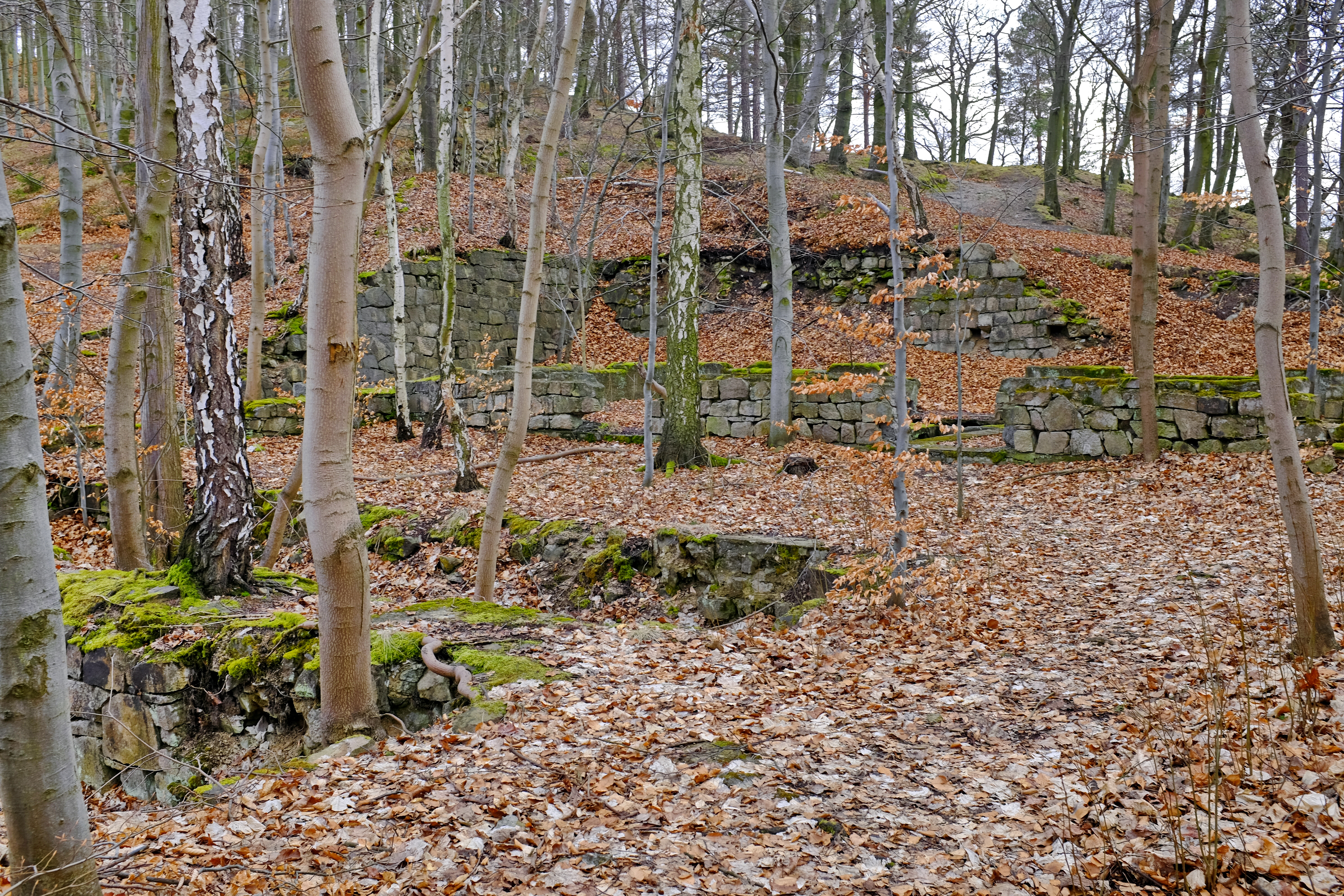
Gebäudereste